# Ела Јарошевић
Ела Јарошевић (Кјелце, 5. август 1938) је француска уметница, кореографкиња и пантомимичарка. Пионирка је на пољу фузије позоришта и плеса.
Као кореограф је радила у Вроцлавској опери када је упознала Хенрика Томашевског и помогла му да оснује Позориште пантомиме. Са њим је учествовала у стварању новог знаковног језика који спаја пантомиму и кореографију. Као главни извођач Народног позоришта пантомиме у Вроцлаву играла је главне улоге у бројним представама.
Преселила се у Париз и отворила школу пантомиме. Основала је Европску академију за позориште покрета „Студио Мажени", која симболизује њену комплетну уметност. Постала је прва професорка пантомиме у Париској школи опере, а касније је развила сопствени израз, мешавину западних форми и ригидне вроцлавске школе.
Успела је да у француско радно законодавство уведе појам уметник пантомиме и професионални сертификат. 
Глумила је и у филму Романа Поланског Франтик.
Била је удата за пантомимичара Марсела Марсоа.

## Награде
- Златна медаља на Фестивалу пантомиме у Москви
- Златна медаља Плес и култура, Париз
- Награда за хумор Fondation de la Danse de Paris
- Награда града Вроцлава
- Награда жирија фестивала Ситгес, Шпанија
- Награда балетског такмичења За будућност Француске